# 吉尔伯特铀-238原子能实验室
吉尔伯特铀-238原子能实验室（英語：Gilbert U-238 Atomic Energy Laboratory）是由艾尔弗雷德·卡尔顿·吉尔伯特于1950至1951年生产并销售的玩具实验室。以下是其包裝上的产品说明：
产生不可思议的场景！本产品可使您亲眼见到电子和α粒子以每秒超过10000英里的速度沿路径飞驰！电子以惊人速度运动产生细致的、复杂的电凝聚路径——看上去非常美丽。通过云室近距离观察原子！装配套件（云室可在几分钟内装配起来）包括干电池、脱离子剂、压缩灯泡、玻璃观察室、配管、电线以及支架。

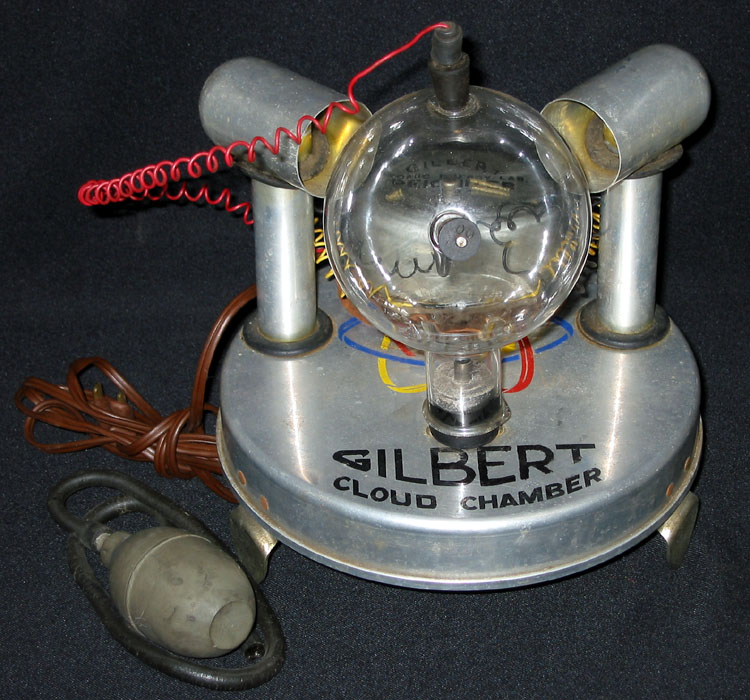
装配起来的吉尔伯特铀-238原子能实验室

该玩具最初售价仅49.50美元（約相当于2024年的650美元），其中包括以下组件：
- 盖革计数器
- 验电器
- 闪烁镜（英语：Spinthariscope）
- 威尔逊云室
- 低水平放射源：
  - α粒子（铅-210和钋-210）[3]
  - β粒子（钌-106）[3]
  - γ射线（可能为锌-65）[3]
- 四份含75%纯度的铀原料样品
- 用来制作α粒子分子模型的球棒模型
- 《铀矿勘察》手册
- 《吉尔伯特原子能手册》
- 《学习如何分裂多层原子》漫画书
- 三组丙电池组（英语：C battery）
- 1951年吉尔伯特玩具目录

此玩具后来停止销售，主要原因是其价格昂贵，销量不如其之前类似的“吉尔伯特化学实验套装”，在1950、1951年期间只卖出了少于5000份，普遍认为其受众应该是具有一定教育背景水平的人，而不是吉尔伯特預估的年轻人。一些高等院校，如哥伦比亚大学曾购入5套该产品。